# Подлесный (Красноармейский район)
Подлесный — посёлок в Красноармейском районе Краснодарского края.
Входит в состав Октябрьского сельского поселения.

## География

### Улицы
- ул. Кольцевая,
- ул. Молодёжная,
- ул. Набережная,
- ул. Новая,
- ул. Степная,
- ул. Центральная.

## Население
| 2002 | 2010 |
| ---- | ---- |
| 253  | ↘229 |